# 중앙도서관 (군포시)
군포시중앙도서관은 경기도 군포시 소재의 도서관이다. 소장 자료로는 2017년 3월 기준 인문, 철학, 예술분야 등의 일반도서 19만 2,619권과 아동도서 12만 1,397권 참고도서 4,779권 비도서 자료 9,164권 이동도서 3만 4,008권 등 총 36만 1,967권을 보유하고 있다. 2016년 7월 도서관 리모델링 후 2016년 11월 재개관하여 기존 열람실을 자료실화 하고, 도서관 본연의 기능을 중심으로 탈바꿈하였다. 군포시민들에게 독서의 즐거움을 제공하고 다양한 문화프로그램을 선보이며 책나라 군포의 대표 도서관 역할을 하고 있다.

## 연혁
- 2008년 4월 29일 개관
- 2016년 11월 14일 재개관

## 시설현황
- 4층: 참고자료실 및 정기간행물실
- 3층: 일반자료실(문학,철학), 디지털자료실
- 2층: 일반자료실
- 1층: 어린이가족실, 통합안내데스크, 문예창작실, 사무실, Amis 카페
- 지하1층: 보존서고, 소극장, 수서정리실

## 이용 안내
이용 안내
- 1층 어린이자료실: 월~목,토,일 (09:00~18:00)
- 2~4층 일반자료실 : 월~목 (09:00~22:00) 토,일(09:00~18:00)

휴관일
- 매주 금요일, 법정공휴일
- 1월 1일, 설, 추석 전면 휴관